# Dishwalla
Dishwalla jest amerykańskim zespołem grającym rocka alternatywnego, założonym w 1994 roku. Nazwa zespołu pochodzi od słowa z języka indyjskiego, oznaczającego montera telewizji kablowej.
W 1996 zespół wydał piosenkę "Counting Blue Cars" z albumu Pet Your Friends, dzięki czemu zdobył rozgłos oraz parę nagród (min. nagrodę magazynu Billboard dla najlepszej piosenki rockowej). Drugi album zespołu, And You Think You Know What Life's About, nie powtórzył sukcesu pierwszego, w związku z czym zespół został zaszufladkowany jako artyści jednego przeboju.

## Członkowie zespołu
J.R. Richards - wokal

Rodney Browning Cravens - gitara

Scot Alexande (1993-2005) - gitara basowa

Jim Wood - klawisze

Pete Maloney - perkusja

George Pendergast (1993-1998) - perkusja

## Dyskografia
| Rok  | Tytuł                                    | Wydawca             |
| 1995 | Pet Your Friends                         | A&M                 |
| 1998 | And You Think You Know What Life's About | A&M                 |
| 2001 | Gems EP                                  | Immergent           |
| 2002 | Opaline                                  | Immergent           |
| 2003 | Santa Claus Lane EP                      | wydana samodzielnie |
| 2003 | Live... Greetings From The Flow State    | Immergent           |
| 2004 | Santa Claus Lane II EP                   | wydana samodzielnie |
| 2004 | Southeast Asia 2004 EP                   | wydana samodzielnie |
| 2005 | Dishwalla                                | Orphanage           |

### Single
| Rok  | Piosenka                       | Album            |
| ---- | ------------------------------ | ---------------- |
| 1994 | "It's Going To Take Some Time" | bez albumu       |
| 1995 | "Haze"                         | Pet Your Friends |
| 1995 | "Counting Blue Cars"           | Pet Your Friends |
| 2002 | "Somewhere in the Middle"      | Opaline          |